# Юсино (Кувшиновский район)
Юсино — деревня в Кувшиновском районе Тверской области России. Входит в Тысяцкое сельское поселение.

## География
Находится вблизи деревень Борисово и  Малое Васильково и Ширяково. 

## История
До 2005 года входила в состав Борзынского сельского округа, с 2005 по 2015 годы — в Борзынское сельское поселение.
Согласно Закону Тверской области от 17 декабря 2015 года № 119-ЗО, после объединения, Тысяцкого, Большекузнечковского, Борзынское и Пеньского сельских поселений деревня вошла в Тысяцкое сельское поселение.

## Население
| 2008 | 2010 |
| ---- | ---- |
| 46   | ↗48  |

## Инфраструктура

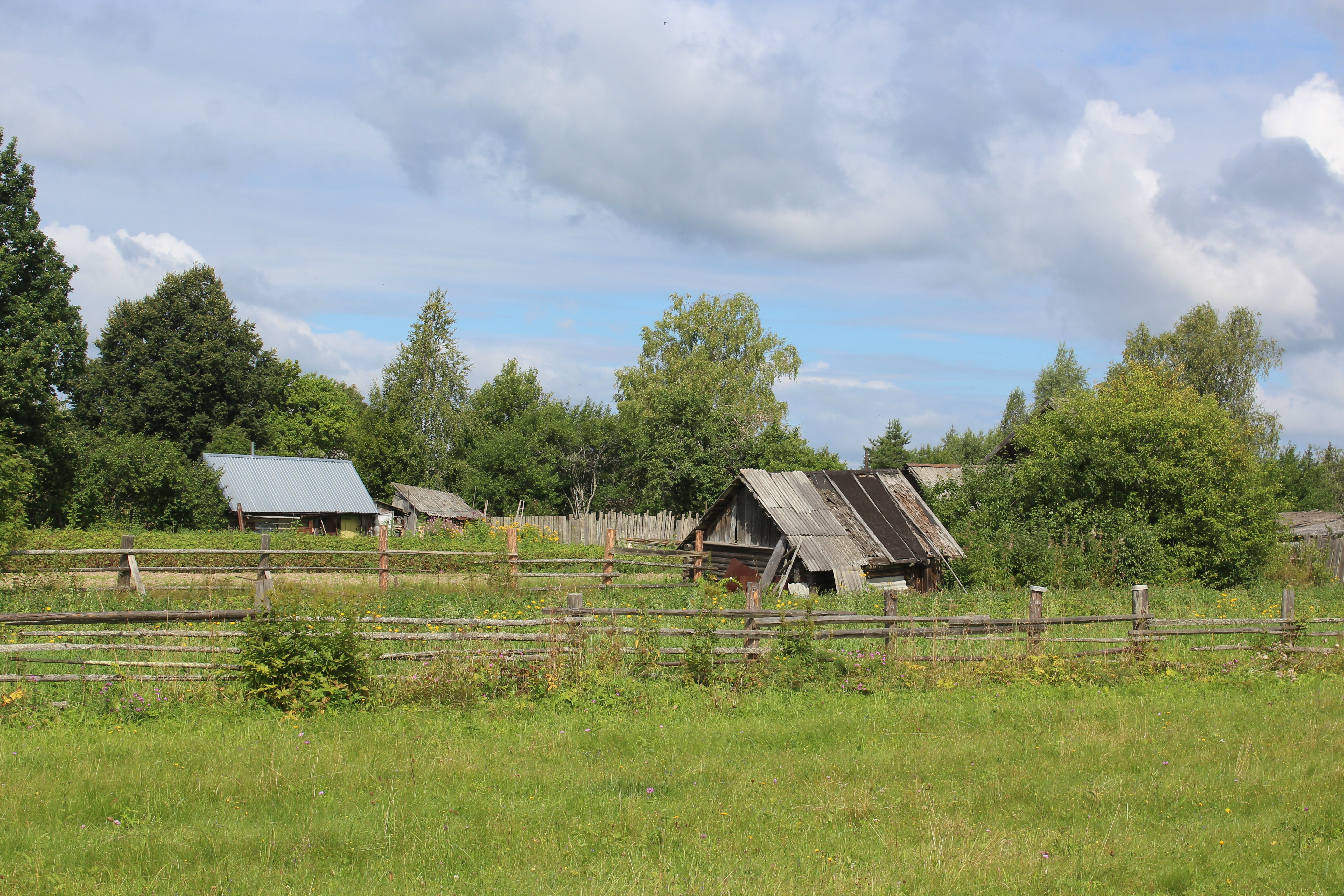
Сараи и огороды в деревне Юсино. Кувшиновский район. Тверская область.

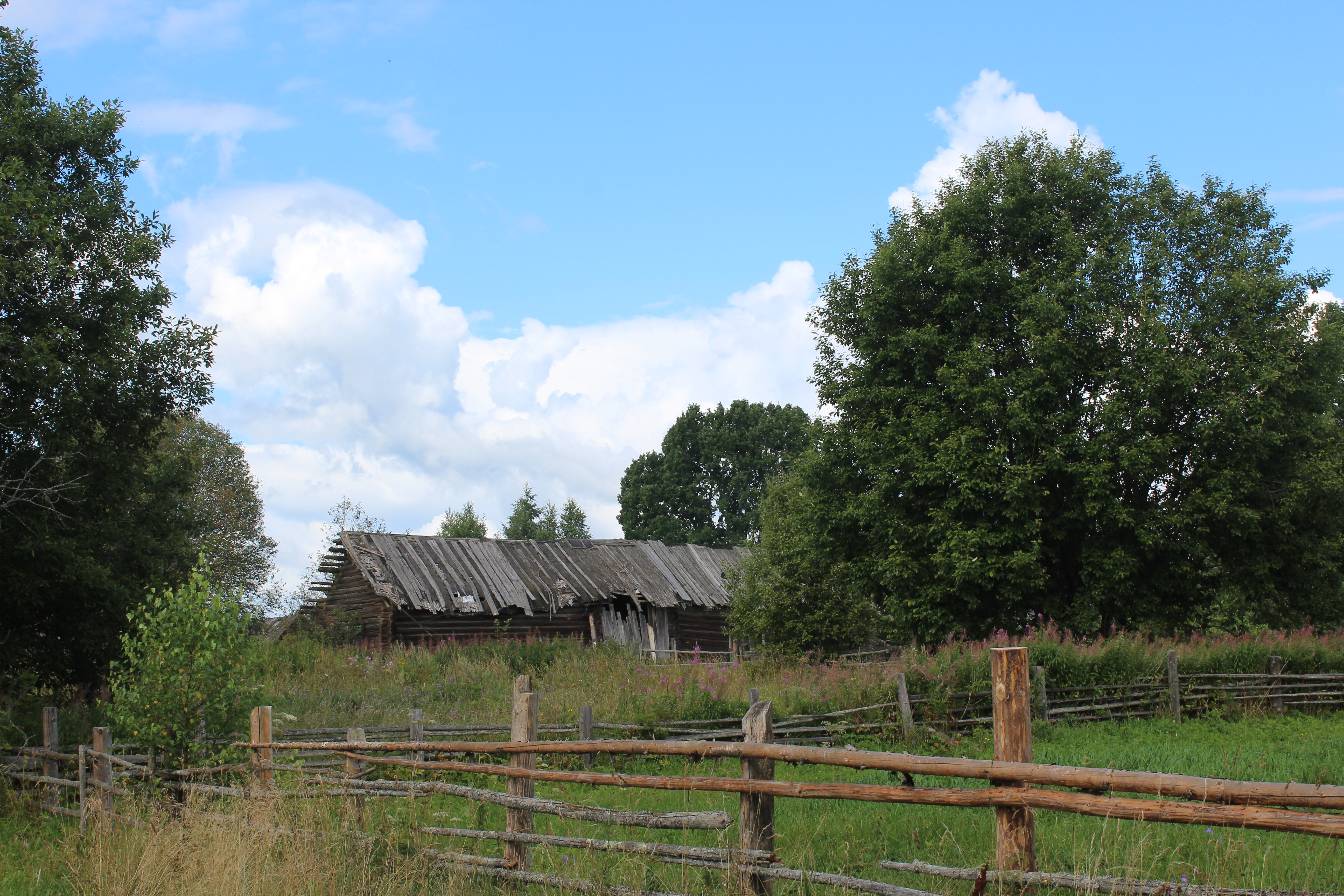
Старый сарай и забор в деревне Юсино. Кувшиновский район. Тверская область.

Личное подсобное хозяйство. Почтовое отделение закрыто, ранее было расположено по адресу дом 15, дер. Юсино, Кувшиновский Район, Тверская Область.

## Транспорт
Добраться до деревни Юсино можно автобусом 101 с автостанции Кувшиново. Маршрут Кувшиново-Борзыни
Через центр деревни проходит автомобильная дорога общего пользования регионального значения Тверской области. Идентификационный номер 28 ОП РЗ 28К-0273 и просёлочная дорога.